# جيمس كانتين
القس جيمس كانتين (بالإنجليزية: James Cantine)‏ (3 مارس 1861 - 1 يوليو 1940) كان مبشر وباحث ورحالة أمريكي. أثناء دراسته في نيو برونزويك اللاهوتية في نيوجيرسي شارك في تأسيس البعثة العربية مع جون لانسينغ وصمويل مارينوس زويمر. توجد البعثة اليوم كمستشفى الإرسالية الأمريكية في البحرين. كان مبشرا لمدة أربعين عاما وشمل إنشاء أول بعثة للكنيسة الإصلاحية في شبه الجزيرة العربية والتي كانت أيضا أول مهمة في شرق شبه الجزيرة العربية. بين 1891 و 1929 أسس وظائف البعثات والعيادات الطبية والكنائس في شبه الجزيرة العربية.
كانت زوجته إليزابيث ممرضة وأول امرأة مبشرة في شبه الجزيرة العربية. أسسا معا عيادة نسائية في مسقط وعمان وعملا في مواقع تبشيرية وعندما شكلت البعثات المتحدة كانا ممثلين للكنيسة الإصلاحية في أمريكا من أجل التنظيم. كانتين شارك في تأليف الكتاب «المعلم الذهبي: ذكريات أيام رائدة خمسون عاما في شبه الجزيرة العربية» مع زويمر.

## النشأة والتعليم

منزل كانتين، ستون ريدج، نيويورك. كان بيت طفولة الدكتور جيمس كانتين، المبشر والمؤسس المشارك للبعثة العربية للكنيسة الإصلاحية في أمريكا.

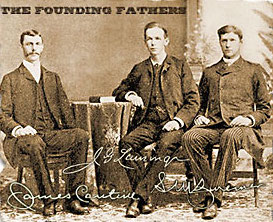
جيمس كانتين وج. غ. لانسينغ وصموئيل مارينوس زويمر الآباء المؤسسين للبعثة العربية للكنيسة الإصلاحية في أمريكا.

ولد في منزل العائلة في ستون ريدج، نيويورك في 3 مارس 1861 لجيمس وشارلوت هاسبروك كانتين وكان له شقيقة كاترين. توفيت والدته في منزل العائلة في ستون ريدج في 24 نوفمبر 1916 عن عمر ناهز 99 عاما بعد أن كانت أرملة لسنوات عديدة.
تخرج كانتين مع شهادة الهندسة المدنية من كلية الاتحاد في عام 1883. بعد التخرج عمل كانتين لمدة ثلاث سنوات كمهندس في شركة ويستنغهاوس لفرامل الهواء في سكنيكتادي لكنه قررت أن يصبح مبشر.
درس في مدرسة نيو برونزويك اللاهوتية في نيو برونزويك، نيو جيرسي حيث التقى الدكتور لانسينغ مع صموئيل زويمر الذي كان مصدر إلهام لأداء العمل التبشيري في شبه الجزيرة العربية وقد رسم في 1 أكتوبر 1889 من قبل كلاسيس في كنيسة الشارع العادل، كينغستون، نيويورك. حصل على الدكتوراة في اللاهوت في عام 1903 من كلية الاتحاد.

## المهنة

### تأسيس البعثة العربية
أسس لانسينغ وكانتين وزويمر البعثة العربية في 1 أغسطس 1889 في منزل كانتين في ستون ريدج. بعد حوالي شهرين ونصف الشهر في 16 أكتوبر استقل كانتين سفينة في بيروت وانضم زويمر إليه بعد أن أنهى العام الماضي في المعهد. درس الإسلام واللغة العربية في بيروت وسوريا حيث التقى وتأثر بهنري هاريس جيسوب Henry Harris Jessup المبشر المشيخي الأميركي والمحرر الرئيسي للترجمة البروتستانتية للكتاب المقدس العربي. زار كانتين وزويمر عددا من المدن في المنطقة العربية لتحديد أفضل مكان لهم لإنشاء البعثة.

### البصرة والبؤر الاستيطانية الأولية الأخرى

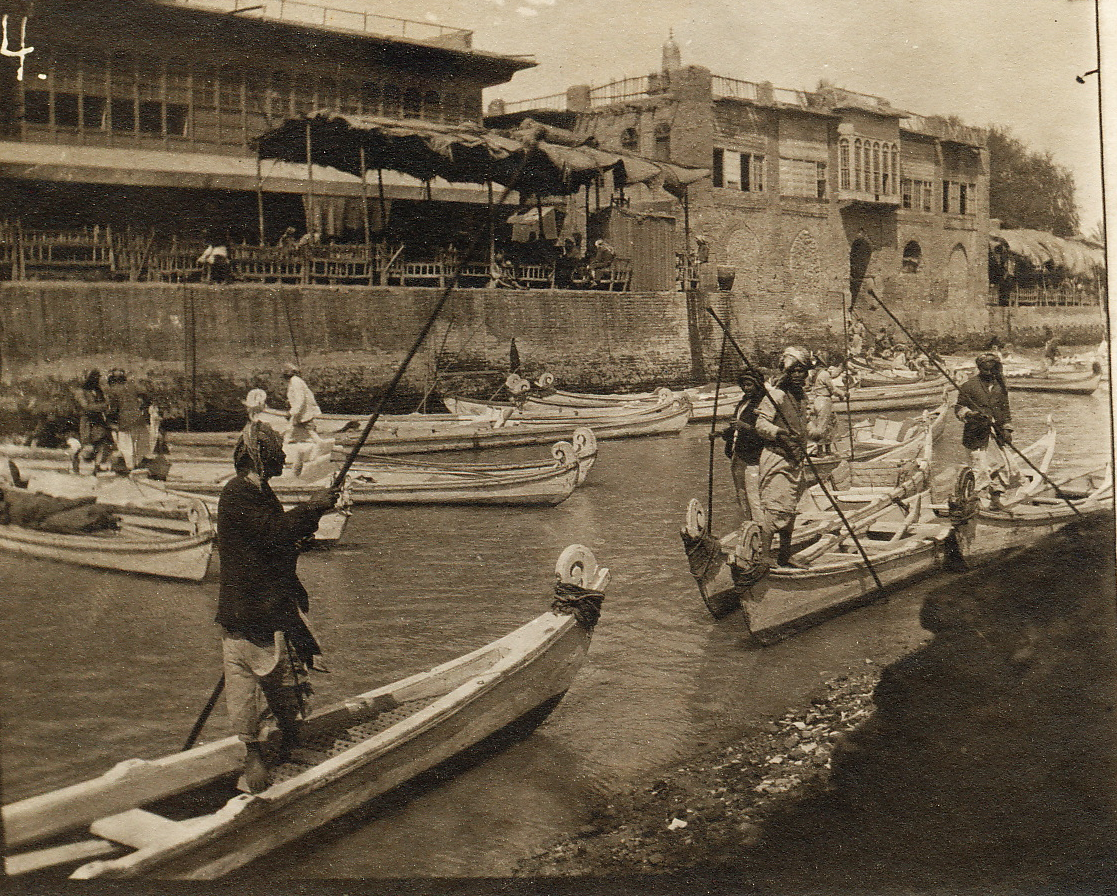
القنوات في البصرة مع النخيل، 1913.

أسس كانتين بعثة في البصرة وانضم إليه زويمر في أوائل عام 1892. تم اختيار البصرة بسبب موقعها على طول الساحل الشرقي الذي يمكنهم من الوصول السهل إلى كل شمال شبه الجزيرة العربية. تقع على الخليج العربي وكانت أول بعثة على الساحل الشرقي لشبه الجزيرة العربية وكانت أول مهمة للكنيسة الإصلاحية في شبه الجزيرة العربية.
كان نهجهم التبشير المباشر عن طريق تحويل العرب إلى المسيحية. قبل ذلك استخدم المبشرين نهجا غير مباشر حيث سعوا إلى تنشيط الإيمان بين الناس الذين كانوا بالفعل مسيحيين. حظرت الحكومة العثمانية التبشير المباشر للأجانب. كان كانتين مهتما في المقام الأول بنشر المسيحية وهكذا خلق علاقات مع البعثات المسيحية الأخرى في المنطقة لكنه أراد أيضا من مهمتهم العربية البقاء نشطين وأحيانا الانحناء عند الضغوط السياسية للقيام بذلك. كان زويمر لغوي موهوب وكاتب وخطيب وأصبح صوت البعثة العربية. «كانت لديه شخصية لا يمكن كبتها وعدوانية جادة حيث كان كانتين معطاء وقيادي بينما كان زميله تأمليا».
تأخرت خططهم لإنشاء المهمة الطبية المطلوبة بسبب قضايا التوظيف والتمويل لكنها نفذت مع عمل الكتاب المقدس والاستيلاء على جهود دار الكتاب المقدس البريطانية والأجنبية. في عام 1893 تم إنشاء بؤر استيطانية في البحرين ومسقط من قبل زويمر وشقيقه بيتر على التوالي. منذ بدايتها جاء المبشرين والأطباء لدعم عمل البعثة العربية وموظفيها. باعوا حوالي 200 نسخة للكتاب المقدس في غضون عامين. في عام 1894 تم نقل إدارة البعثة المستقلة إلى مجلس الخارجية للكنيسة.
استأجر المبشرين الدكتور ورال في عام 1895 لكنه كان مريضا للغاية في صيفه الأول. عاد كانتين إلى الولايات المتحدة لجزء من السنة لزيادة الاهتمام والأموال للبعثة. في هذه الأثناء كانت هناك حروب بين القبائل المحلية مع نهب في مسقط. تم إغلاق متجر الكتاب المقدس من قبل الحكومة وتم افتتاح محطة أخرى في عمارة وكان الدكتور ورال جيدا بما فيه الكفاية لرؤية المرضى في البصرة والناصرية وخلق وسيلة لبناء علاقات مع السكان المحليين. كانوا يبيعون أيضا المزيد من الكتب المقدسة حوالي 80٪ منهم للمسلمين.
استقر زويمر في عام 1895 أو عام 1896 في البحرين والتي كان يعتقد أنها تعاني من ظروف معيشية سيئة للغاية مثل الملاريا والكوليرا والإسهال والجدري بسبب الرطوبة الكبيرة ودرجات الحرارة المرتفعة. في بحثه عن معلومات عن الظروف المعيشية وجد كانتين أنه يعتبر «المكان الأكثر عدم صحية في كل المنطقة».

### مجالات أخرى
في عام 1898 غادر كانتين البصرة على وجه الاستعجال إلى مسقط لأن صامويل زويمر وزميل آخر قد أصيبا بالمرض. في وقت لاحق عرفت مسقط باسم «محطة كانتين». في عام 1901 ساعد كانتين في بناء مبنى من طابقين وهو مستشفى ميسون التذكاري بعد مفاوضات واسعة مع حاكم البحرين عيسى بن علي آل خليفة.
إليزابيث ديبري ممرضة من غراند رابيدز جاءت إلى شبه الجزيرة العربية وكانت أول امرأة تعمل مبشرة في شبه الجزيرة العربية وتم تجنيدها من قبل البعثة ودرست لأول مرة وعملت في البحرين قبل القدوم إلى البعثة في عمان. تزوج كانتين ديبري في عام 1904 وواصلوا عملهم معا. بقيا في مسقط، عمان حيث قامت إليزابيث بإجراء زيارات منزلية وعملت في عيادة يومية وتدرس في مدرسة الخياطة للفتيات. أصبحت تعرف باسم «أم الطب الحديث في عمان».
عاد إلى الولايات المتحدة وتحدث مع زويمر عن البعثة العربية في كنيسة وست إند الجماعية في 1 نوفمبر 1908 وبعد ذلك بأسبوعين في كنيسة لينوكس الجادة الجماعية وكلاهما في مدينة نيويورك.
افتتح كانتين وزوجته عيادة نسائية في مسقط وكان تعمل بها الدكتورة سارة هسمان. في عام 1921 تم نقل كانتين إلى بغداد إلى جمعية تبشير الكنيسة الإصلاحية للمساعدة في إعادة البناء بعد الحرب العالمية الأولى.

### سنوات لاحقة
في عام 1924 تم دمج البؤر الاستيطانية والمحطات التي أنشأتها مع بعثات أخرى في بلاد ما بين النهرين وشبه الجزيرة العربية لتشكيل البعثات المتحدة في بلاد الرافدين وكان كلا الزوجين ممثلين عن كنيسة الإصلاح الأمريكية للمنظمة. زويمر جمع الأموال وكانتين نفذ خطط لبناء كنيسة الاتحاد ومركز ديني في بغداد بحلول منتصف عام 1926.
انخفضت صحة إليزابيث وعادت إلى الولايات المتحدة في أبريل 1926. توفيت في ستون ريدج في 30 أغسطس 1927. واصل عمله التبشيري في شبه الجزيرة العربية لمدة سنتين إضافيتين بعد وفاتها عندما لم يعد في صحة جيدة عاد إلى منزله في ستون ريدج واستمر في الترويج لعمل المهمة العربية من خلال التحدث إلى أقسام مختلفة من الكنيسة الإصلاحية.
كان كانتين مؤلفا مشاركا لكتاب «المعلم الذهبي: ذكريات الأيام الرواد خمسين عاما في شبه الجزيرة العربية» مع زويمر والتي تحدث عنها في الولايات المتحدة. تم تكريم كانتين لعمله طوال 50 عاما في العمل التبشيري في 27 أكتوبر 1938 من قبل الكنيسة الإصلاحية في شارع العادلة حيث تم ترسيمه هناك.

## الوفاة
أصيب بنوبة قلبية في 1838 خلال عطلة في ولاية فلوريدا وأزمة قلبية حادة في مايو 1940 عندما نقل إلى مستشفى بنديكتين في كينغستون، نيويورك. ظل هناك حتى وفاته في 1 يوليو 1940. دفن مع زوجته في مقبرة فيرفيو في ستون ريدج، نيويورك حوالي 5 يوليو 1940.